# 星野敏雄
星野 敏雄（1899年12月10日—1979年2月11日），日本化学家。主要成就是在工业化学方面及合成维生素B1和B2。其学生众多，日后任职東京工業大学和東京大学教授的门生有超过500人。

## 生平
1899年生于新潟县。1924年東北帝国大学（現東北大学）理学部化学科毕业。大学期间在真島利行教授指导下学习有機化学。1927年在慕尼黑大学科学家海因里希·奥托·威兰的研究室留学。留学期间威兰获诺贝尔化学奖。1930年归国后就任東京工業大学助教授，从事毒扁豆碱、相思豆毒素和蟾毒合成研究。这些成就使他在1936年获得帝国学士院賞（現日本学士院賞）。
他还成功合成维生素B1和维生素B2。1939年升任東京工業大学教授。1953年就任日本化学会副会長。1957年就任高分子学会会長。1960年退休，翌年出任东丽的基礎研究所所長。1970年任理化学研究所理事長，工作五年。1979年2月11日逝世，被追赠從三位。
1957年获大河内发明奖，1962年获紫綬褒章，1970年获勲二等旭日重光章。